# 정규재
정규재(鄭奎載, 1957년 1월 12일 ~ )는 대한민국 언론인 출신의 시사평론가이다. 그의 현재 주요 거주지는 대한민국 서울이다.
그는 한국경제신문 前 주필이다. 한국경제신문을 퇴사해 펜앤드마이크 대표이사 겸 주필을 맡았고 인터넷 팟캐스트 겸 유튜브 채널 Pen&Mike를 진행하였으나, 현재는 결별 후 정규재tv 시즌3라는 별도의 채널을 별도 운영 중이다.   

## 주요 이력
- 前 펜앤드마이크 대표이사 사장, 주필
- 前 한국경제신문 주필, 논설위원실장
- 前 한양대학교 겸임교수

## 경력
- 2000년 한국경제신문 논설위원
- 2001년 한국경제신문 편집국 경제부장
- 2002년 한국경제신문 논설위원
- 2003년 4월 ~ 2005년 한국경제신문 편집국 부국장
- 2004년 1월 ~ 2004년 12월 제51대 관훈클럽 편집위원
- 2005년 4월 ~ 2011년 3월 한국경제신문 경제교육연구소장 겸 논설위원
- 2011년 고용노동부 정책자문위원
- 2011년 2월 금융투자협회 공익이사
- 2011년 3월 한국경제신문 논설위원실장[3] (이사대우)
- 2012년 3월 한국경제신문 논설위원실장 (이사)
- 2013년 5월 ~ 2015년 국민경제자문회의 공정경제분과 위원
- 2014년 3월 한국경제신문 논설위원실 실장, 상무이사
- 2015년 3월 한국경제신문 주필
- 2015년 8월 국민경제자문회의 균형경제분과 위원
- 2016년 삼성물산 등기임원 사외이사(감사위원)
- 2017년 3월 한국경제 논설고문
- 2017년 ~ 2020년 펜앤드마이크 대표이사 사장, 주필
- 개혁자유연합 창당준비위원장
- 자유민주당 최고위원
- 2021년 부산광역시장 보궐선거 자유민주당 후보

## 학력
- 1982년 고려대학교 철학과 학사
- 1996년 ~ 2002년 고려대학교 경영대학원 재무학과 경영학 석사

## 저서
- 《우리들의 서글픈 주식이야기》(1991년 9월 민맥)
- 《기업최후의 전쟁M&A》(1997년 9월 한국경제신문사)
- 《이사람들 큰일내겠군》(1998년 9월 한국경제신문사)
- 《착한 너무 착한 안철수》(2012년 9월 기파랑)
- 《닥치고 진실》(2014년 5월 베가북스)
- 《세상의 거짓말에 웃음면서 답하다》(2015년 9월 베가북스)
- 《국가의 자격- "이래야 나라다"》(2018년 4월 제이커뮤케이션)
- 《대한민국 파괴되고 있는가 - 문재인 정권의 대한민국 파괴》(2019년 북앤피플) - 공동 저자: 최광, 김경회, 김문수, 김정호, 김태우, 박석순, 박인환, 성창경, 신원식, 양준모, 윤덕민, 정범진, 조갑제, 조희문

## 그에게 영향을 준 인물
- 프리드리히 하이에크
- 밀턴 프리드먼
- 루트비히 폰 미제스
- 에리히 프롬
- 애덤 스미스
- 에릭 홉스봄

## 정치 비평

### 공지영·이외수·조국 등 비판
2012년 정규재는 자신이 진행하는 정규재TV를 통해 공지영과 이외수에게 "자신의 본분으로 돌아가 소설이나 쓰라"고 비판했으며, 조국 서울대학교 법학전문대학원 교수에게는 "공부 좀 더 하라", "무식을 지적하면 부끄러운 줄 알라"라고 비판했다.

### 탄핵 심판 중인 박근혜 대통령 인터뷰 진행
2017년 1월 25일 여러 언론사 중 유일하게 탄핵심판 진행 중인 박근혜 대통령과 1시간여가량 인터뷰를 진행하였다. 시종일관 차분한 진행에 비해 매스컴의 악의적인 보도로 공격당해 오랫동안 근무한 한경에서 퇴사당하는 이유가 된다.

### 대선후보 토론 평가
2022년 2월에 진행된 대선후보 토론을 평가하며 윤석열 국민의 힘 후보와 이재명 더불어민주당 후보, 안철수 국민당후보, 심상정 정의당 후보에 대해 모두 다 대통령 후보로써 부적절하다며 선거 보이콧을 선언하였다.  윤석열 후보는 박근혜 대통령 탄핵을 통해 개인적으로 이권을 챙겼으며,  이재명 후보는 인격 함량미달과, 토론시 자신의 내용을 돌려막는 기술만 능하다고 꼬집었다. 

## 역대 선거 결과
| 실시년도 | 선거       | 대수 | 직책 | 선거구     | 정당       | 득표수    | 득표율         | 순위 | 당락 | 비고     |
| -------- | ---------- | ---- | ---- | ---------- | ---------- | --------- | -------------- | ---- | ---- | -------- |
| 2021년   | 4·7 재보선 | 38대 | 시장 | 부산광역시 | 자유민주당 | 16,380 표 | \| \| 1.06% \| | 3위  | 낙선 | 민선 7기 |
|          | 1.06%      |      |      |            |            |           |                |      |      |          |